# Феркетинец
Феркетинец је насељено место у саставу општине Подтурен у Међимурској жупанији, Хрватска. До територијалне реорганизације у Хрватској налазио се у саставу старе општине Чаковец.

## Становништво
На попису становништва 2011. године, Феркетинец је имао 208 становника.

## Попис1991.
На попису становништва 1991. године, насељено место Феркетинец је имало 266 становника, следећег националног састава:
| Попис 1991.‍ | Попис 1991.‍ | Попис 1991.‍ | Попис 1991.‍ | Попис 1991.‍ |
| ----------- | ----------- | ----------- | ----------- | ----------- |
|             |             |             |             |             |
| Хрвати      | Хрвати      |             | 262         | 98,49%      |
| Словенци    | Словенци    |             | 1           | 0,37%       |
| непознато   | непознато   |             | 3           | 1,12%       |
| укупно: 266 |             |             |             |             |